# Johann Friedrich Horner
Johann Friedrich Horner (ur. 27 marca 1831 w Zurychu, zm. 20 grudnia 1886 tamże) –  szwajcarski okulista, który pracował na Uniwersytecie w Zurychu.
Studia medyczne odbył w latach 1849-1854 uzyskując doktorat w Zurychu. W 1862 został mianowany profesorem nadzwyczajnym. W 1873 został mianowany profesorem zwyczajnym okulistyki. Zespół Hornera, jest zaburzeniem dotykającym współczulny układ nerwowy. Nazwa zespołu powstała po jego opisaniu w 1869.